# 中华人民共和国无线电干扰
中华人民共和国无线电干扰是由中华人民共和国政府主导的无线电干扰。其干扰的无线电区域包括中波、短波和调频。

## 历史
中国大陆的无线电干扰可追溯于1949年。在中华人民共和国建立之后，北京当局开始干扰美国之音（VOA）、英国广播公司国际频道（BBC World Service）、自由中国之声等“敌台”，当时的干扰方式为播放噪音。
1960年代中后期，中国开始与苏联交恶，中国政府开始干扰莫斯科广播电台，干扰方式为倒放磁带，1970年代后期开始干扰越南之声的华语广播。直到1980年代中后期，中苏关系有所缓和后才取消了对莫斯科广播电台的干扰。
1978年改革开放之后，中国政府暂停了无线电干扰，这使得学生在1989年的六四事件中大量购买短波收音机收听美國之音、英国广播公司等台的节目。因此，在六四事件结束之后，中华人民共和国政府再次干扰美国之音、英国广播公司国际频道、中央广播电台等电台。1996年，自由亚洲电台普通话广播开播，中国政府开始对其进行干扰。
1989年香港的电台频率调整后，广东多地的广播站亦陆续改制为广播电台，并开设了独立的FM调频广播节目。在频率编排方面，不少广播电台采用邻频或者插缝的方式广播节目，例如台山电台的FM90.4与香港叱咤903邻频。香港电台第四台使用98.2和98.4广播的同时江门的新会电台采用FM98.3广播节目。但是通常情况下这些现象并不被认为是有意的干扰，只是一种纯属“巧合”的情况。 至今在广东珠三角部分地区或者山上使用收音机均可收听到香港的广播电台。
2000年，开始在短波播放民乐进行干扰。2007年，开始通过中星6B人造卫星传送干扰信号；2024年由中星6E人造卫星接替。同时，亚太六号卫星上也有干扰信号。
2019年开始，部分用于干扰的短波频率登录到HFCC的频率表中。

## 干扰方式
中国大陆最初进行无线电干扰的方式为播放噪声干扰，中苏交恶期间对莫斯科广播电台（俄罗斯卫星通讯社与广播电台的前身）采用倒放磁带的方式进行干扰，2005年亦曾通过播放红色歌曲在中波进行干扰。从2000年开始，中国大陆利用锣鼓、唢呐演奏的民乐（所选用的曲目为《丰收锣鼓》和《秦王破阵乐》等12首民乐，下文“选用曲目”将详述）进行干扰，这些曲目通常被国外业余无线电爱好者称为“火龙”（英語：Firedrake），采取1小时一次的循环播放方式，并且在2007年开始通过中星6B人造卫星进行传送。其电波功率十分強大，不仅覆盖中国大陆，在海外地区也可以收到。对部分电台有时也会利用中央人民广播电台中国之声的节目进行回声处理后覆盖。
目前的干扰方式主要在中波或短波波段播放民乐、中央人民广播电台中国之声的节目、民乐与中央人民广播电台中国之声的节目、噪声、中央人民广播电台中国之声的节目与噪声五种形式，通过各地“小功率实验台”（即干扰台）进行干扰。实验台壓不住的電台也會使用無線電功率達150～500KW 的中國之聲壓制。
目前中国大陆的无线电干扰主要针对短波频率，中波干扰较少。中国大陆相关部门通常在东南沿海地区设立小功率“实验台”，以中央人民广播电台中国之声、经济之声、当地电台节目或轻音乐对台湾的一些电台（主要是中央广播电台）进行干扰，有些頻率甚至使用回聲進一步干擾。不过由于这些“实验台”功率一般较小，远离“实验台”的地区受到影响不大。2017年福建省厦门市举办金砖峰会期间，中國大陆当局利用“实验台”对中央广播电台的中波频率进行民乐干扰，不过福建省以外地区受到的干扰不大。中國大陆当局至今并未停止对中央广播电台的中短波干扰，大部分时间干扰效果明显。但在沿海一带還是能收听到中央广播电台的中波及短波广播。历史上，一些广播频率（如603kHz、747kHz、864kHz、900kHz、1170kHz、1575kHz等）也被台湾及美国的电台用于对中国大陆广播，自然也成为各地“实验台”的干扰对象；如今“敌台”虽已不再使用这些频率，但各地仍使用这些频率播出本地节目或者转播上级电台节目。
此外，中国大陆曾对香港电台（干扰频道为香港电台第五台的783kHz和香港电台普通话台的621kHz）、英国广播公司（主要为中文广播）和澳洲广播电台进行过干扰。不过目前没有对这些电台的干扰。

### 选用曲目
中国大陆短波干扰台目前共使用13首民乐。目前尚有3首名称未知。
- 第一首 《农家乐》
- 第二首 《大得胜》
- 第三首 《夺丰收》
- 第四首 《丰收锣鼓》
- 第五首 《东王得胜令》
- 第六首 《清宫晏乐》
- 第七首 《秦王破阵乐》
- 第八首    未知
- 第九首 《欢乐》
- 第十首   未知（该曲曾用作赵丽蓉小品《老将出马》的开场曲）
- 第十一首 《庆丰收》（新疆民乐）
- 第十二首    未知
- 第十三首    河北吹歌《坠胡牌子》(河北民乐打枣)

## 针对的电台
目前，中国大陆干扰的电台主要有：
- 美国：美國之音（1978年-1989年暂无干扰，英语广播有时会受到干扰）[6]
- 美国：自由亞洲電台（粤语广播每天使用不同频率，故有很大机会不受干扰）[7]
- 臺灣：中央广播电台[8]
- 印度：印度德里广播电台
- 挪威：西藏之聲（西藏流亡政府背景）
- 美国：希望之声国际广播电台（法轮功背景，不过由于该台频繁更换频率，部分位于短波广播米波段外，因此干扰效果不佳）[9]
- 臺灣：中国之音广播电台（台湾陆委会以“美国加州非营利性组织”名义播音）

干扰的语种包括：普通话、粤语、藏语、维吾尔语。